# Камештиця
Ка́мештиця (болг. Камещица) — село в Габровській області Болгарії. Входить до складу общини Габрово.

## Населення
За даними перепису населення 2011 року у селі проживали 53 особи, з них 51 особа (96,2%) — болгари.
Розподіл населення за віком у 2011 році:
Динаміка населення: